# Vilmos Rácz
Vilmos Rácz (ur. 31 marca 1889 w Budapeszcie, zm. 18 lipca 1976 w Sydney) – węgierski lekkoatleta specjalizujący się w biegach sprinterskich, dwukrotny uczestnik letnich igrzysk olimpijskich (Londyn 1908, Sztokholm 1912), brązowy medalista olimpijski w sztafecie olimpijskiej (200 m - 200 m - 400 m - 800 m).
W 1908 r. reprezentował Królestwo Węgier na letnich igrzyskach olimpijskich w Londynie, zdobywając brązowy medal w sztafecie olimpijskiej (200 m - 200 m - 400 m - 800 m; startował w biegu eliminacyjnym, w finale nie uczestniczył). Startował również w eliminacjach biegów na 100 i 200 metrów, nie zdobywając awansu do finału w żadnej z tych konkurencji. W kolejnych igrzyskach (Sztokholm 1912) startował w eliminacjach biegu na 100 metrów oraz sztafety 4 x 100 metrów, nie awansując do finałów.
W 1910 r. zdobył tytuł mistrza Królestwa Węgier w biegu na 100 jardów.
Rekordy życiowe:
- bieg na 100 metrów – 10,9 – Hamburg 21/08/1910
- bieg na 200 metrów – 22,6 – Tatrzańska Łomnica 18/07/1909